# Zlatoust
Zlatoust (rusky Златоуст) je město v Ruské federaci v Čeljabinské oblasti. Počet obyvatel je 186 977 (2010).

## Historie
Město bylo založeno v roce 1754 současně se železárnami a pojmenováno na počest Svatého Jana Zlatoústého.
V květnu 1918 se zde odehrálo jedno z prvních napadení legionářského štábního vlaku 1. střeleckého pluku bolševiky. Po bitvě byl zákeřně zavražděn poručík Jan Zanáška, čekající na ošetření lékařem na místním nádraží.

## Osobnosti města
- Anatolij Karpov (* 1951), ruský šachista
- Boris Šapošnikov (1882–1945), sovětský voják, maršál Sovětského svazu
- Lidija Skoblikovová (* 1939), sovětská rychlobruslařka